# Павлопільська сільська рада (Нікопольський район)
| Павлопільська сільська рада — колишній орган місцевого самоврядування у Нікопольському районі Дніпропетровської області з адміністративним центром у с. Павлопілля. Сільській раді підпорядковані населені пункти: - с. Павлопілля - с. Водяне - с. Звізда - с. Іванівка - с. Маринопіль - с. Приют - с. Шишкине |

## Склад ради
Рада складається з 16 депутатів та голови.

## Керівний склад сільської ради
| ПІБ                            | Основні відомості                                                         | Дата обрання | Дата звільнення |
| ------------------------------ | ------------------------------------------------------------------------- | ------------ | --------------- |
| Молочкова Лідія Афанасіївна    | Сільський голова, 1959 року народження, освіта, позапартійна              | 26.03.2006   | 31.10.2010      |
| Паламарчук Олена Олександрівна | Сільський голова, 1967 року народження, освіта вища, член Партії регіонів | 31.10.2010   | 02.06.2013      |
| Макарчук Володимир Іванович    | Сільський голова, 1960 року народження, освіта вища, член Партії регіонів | 02.06.2013   |                 |

Примітка: таблиця складена за даними джерела